# Henning Ditlev Claussen
Henning Ditlev Claussen, död omkring 1730, var en dansk kirurg.
Claussen verkade i Köpenhamn och tillhörde den grupp fria kirurger, som under tidigare århundraden utan examen och utanför skrået  hade stor betydelse som specialoperatörer. Men medan de flesta av dessa hade tvivelaktigt rykte, blev Claussen berömd för sina färdigheter både i egentlig kirurgi och i förlossningskonst, även av sina motståndare, amtskirurgerna. Detta skrå försökte att motarbeta hans verksamhet, som enligt kungligt privilegium endast fick omfatta operationer, men naturligtvis även kom att beröra annan kirurgi, till vilken skrået hade ensamrätt. Han förefaller dock, utan något större avbräck, ha utövat omfattande och erkända verksamhet intill sin död och hos honom utbildades flera ansedda kirurger, som Johan Franciscus Gottlieb Schønheyder och Hans Friedrich Wohlert.
I övrigt är endast känt att Claussens hustru hette Agnete, född Schiøtt, och att han hade en son, Laurentius Claussen, som fick legitim medicinsk utbildning både i Köpenhamn och i utlandet, tog doktorsgraden i Leipzig och senare blev hovmedikus i Köpenhamn, där han dog 1771.